# Мак-Доннелл, Александр
Александр Мак-Доннелл (иногда Макдоннелл, Макдоннель, Мак-Доннель, англ. Alexander Mac-Donnell; 22 мая 1798, Белфаст — 14 сентября 1835, Лондон) — ирландский шахматист; один из
сильнейших в Великобритании в 1830-х годах. Шахматным учителем Мак-Доннелла был У. Льюис, который в конце 1820-х годах объявил Мак-Доннелла своим преемником.
В 1820 г. поселился в Лондоне, получив должность в конторе Вест-Индской компании, оставлявшую ему довольно много свободного времени. В 1825 г. увлекся шахматами и быстро стал лучшим игроком Англии. Благодаря этому состоялась историческая серия матчей Мак-Доннелла с Луи де Лабурдонне — центральное событие в шахматной жизни 1830-х гг. До поединка с Лабурдонне Мак-Доннелл выиграл матч у Фрэзера (+3-1=1). Также Мак-Доннелл был первым, кто испытал в тематическом матче с капитаном Эвансом знаменитый Гамбит Эванса. Мак-Доннелл уступил в этом важном, с точки зрения теории, поединке.
Серия матчей с Лабурдонне продолжалась с июня по октябрь 1834 года и состояла из шести матчей, в общей сложности 85 партий. Лабурдонне выиграл первый, третий, четвёртый и пятый матчи, проиграл второй, а шестой матч остался неоконченным: по имущественным делам Лабурдонне вынужден был вернуться во Францию. Общий счёт по партиям показывает заметное преимущество Лабурдонне (+45 −27 =13), однако в последнем, незавершенном матче Мак-Доннелл был впереди (+5 −4). Предположительно между Лабурдонне и Мак-Доннеллом была договоренность о продолжении встречи. Однако вскоре после того, как матч был прерван, Мак-Доннелл умер от нефрита. По данным английского журнала «Хроники шахматной игры» (главный редактор Говард Стаунтон) последний матч завершился с результатом +8-3=1 в пользу Александра Мак-Доннелла.
Запись всех партий Мак-Доннелла и Лабурдонне была сделана старейшиной Вестминстерского шахматного клуба, где проходили встречи, Джорджем Уокером.
Мак-Доннелл — мастер комбинационной игры (итальянская школа), искусный в стремительной атаке. Один из головокружительных вариантов королевского гамбита носит имя ирландского мастера — Гамбит Мак-Доннелла (1. e2-e4 e7-e5 2. f2-f4 e5:f4 3. Kg1-f3 g7-g5 4. cf1-c4 g5-g4 5. Kb1-c3 — жертва фигуры). Впервые применив этот гамбит в одной из партий против Луи де Лабурдонне, ирландский мастер просто разгромил противника в 19 ходов.

## Примечательные партии
А. Мак-Доннелл — Л. Лабурдонне 

(Лондон, 1834) 

1.е4 е5 2.f4 ef 3.Kf3 g5 4.Cc4 g4 5.Kc3 gf 6.Ф:f3 Ch6 7.d4 Kc6 8.0—0 К:d4 9.С:f7+ Kp: f7 10.Фh5+ Kpg7 11.C:f4 С:f4 12.Л:f4 Kf6 13.Фg5+ Kpf7 14.Лаf1 Kpe8 15.Л:f6 Фе7 16.Kd5 Фс5 17.Kph1 Ке6 18.Л:е6+ de 19.Kf6+ 1 : 0.